# May Muzaffar
 (octobre 2012).
May Muzaffar est une écrivain, poète et critique d'art irakienne.
Elle vit actuellement à Amman, en Jordanie, avec son mari, le peintre irakien Rafa Nasiri.

## Œuvres
Elle a publié quatre recueils de nouvelles en langue arabe : Des pas dans la nuit de l'aube, 1970 ; Les Cygnes,1979 ; Textes dans une pierre précieuse, 1993 ; et La Poste d'Orient, 2003.
Elle a publié cinq recueils de poésie en arabe : L'Oiseau de feu, 1985; Une gazelle dans le vent, 1987; Nocturnes, 1994; Les Souffrances de la turquoise, 2000 et De la terre lointaine, 2007.
Elle a également publié une étude sur Nâsir ad-Dîn al-'Asad. 
Elle a traduit plusieurs ouvrages anglais en langue arabe[Lesquels ?].